# Samir Ramizi
Samir Ramizi (sinh ngày 24 tháng 7 năm 1991) là một cầu thủ bóng đá người Kosovo thi đấu cho Servette FC tại Giải bóng đá vô địch quốc gia Thụy Sĩ.